# Etienne Siliee
Etienne Siliee (Willemstad, Curazao, 4 de abril de 1955) es un entrenador de fútbol profesional y actual metodólogo para la Concacaf y la Knvb; la última selección que dirigió fue la selección de fútbol de Curazao.

## Historia
Preparado en la Knvb, es uno de los metodólogos y formador de entrenadores de la escuela neerlandesa actual, formando a entrenadores como:
- Ruud Gullit
- Patrick Kluivert
- Erik ten Hag
- Johan Neeskens
- Aron Winter

Entre otros, en la actualidad también es metodólogo y formador para la Concacaf.

## Trayectoria como entrenador
| Club                                             | País                  | Año         |
| ------------------------------------------------ | --------------------- | ----------- |
| Selección de fútbol de las Antillas Neerlandesas | Antillas Neerlandesas | 1996 - 1997 |
| Selección de fútbol de las Antillas Neerlandesas | Antillas Neerlandesas | 2005 - 2007 |
| Selección de fútbol de Curazao                   | Curazao               | 2014 - 2015 |